# Fernando Karanga
Luiz Fernando da Silva Monte, dit Fernando Karanga, parfois orthographié Fernando Caranga, Karanga ou Caranga, né le 14 avril 1991 à Camaragibe (Brésil), est un footballeur brésilien-bulgare, qui évolue au poste d'attaquant au sein du club du PFK CSKA Sofia.

## Biographie

### Carrière en club
Le 2 février 2017, il rejoint le CSKA Sofia, club bulgare évoluant en Prva Liga, jusqu'en juin 2019.
Il joue son premier match avec les Sofiotes le 25 février 2017 contre le Beroe Stara Zagora (victoire 1-0 au Stade Beroe). Ce match donnait lieu au championnat de Bulgarie 2016-2017.
Ses bonnes performances durant la saison 2017-2018 lui valent de nombreuses sollicitations de clubs européens.
Le 12 juillet 2018, Karanga s'engage avec le club chinois du Henan Jianye contre la somme de 3,4M €.

## Palmarès
| Santa Crux PE - Championnat du Pernambouc (1) : - Champion : 2011. |